# SkyEurope Airlines

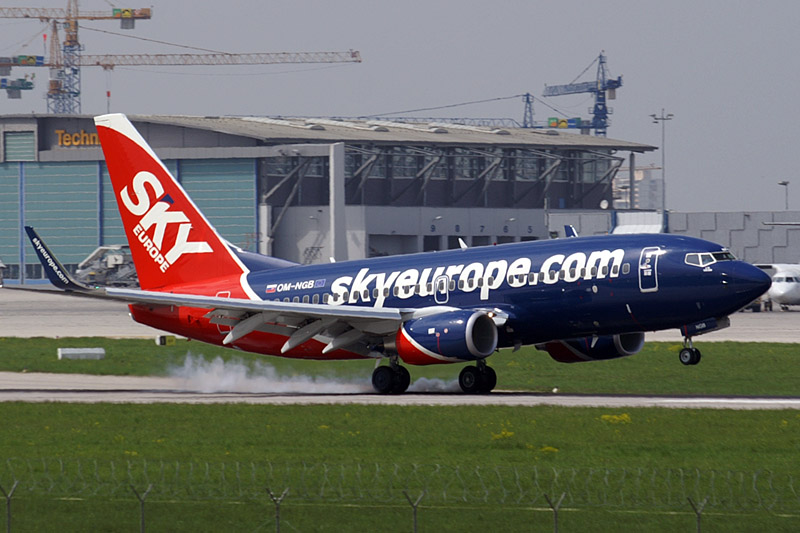
SkyEurope Boeing 737-700 (nouvelles couleurs)

SkyEurope Airlines (code AITA : NE ; code OACI : ESK) était la principale compagnie aérienne à bas prix en Europe centrale. Son siège social était situé à Bratislava, en Slovaquie.
La compagnie assurait un service quotidien au départ de ses bases situées à Prague, Vienne et Bratislava, ainsi que plusieurs vols hebdomadaires à partir de Košice et de Poprad-Tatry vers 30 destinations réparties sur 17 pays européens.

## Histoire
La compagnie a été créée en novembre 2001 et est entrée en activité en février 2002. Ses fondateurs sont les Belges Alain Skowronek (président) et Christian Mandl (directeur général). La compagnie a été financée par la BERD, ABN AMRO et les fonds de l'UE. Les effectifs du personnel sont d'environ 700 personnes. Le 27 septembre 2005, la compagnie est entrée sur les bourses de Vienne et de Varsovie. Le prix de l'introduction était de 6 EUR, ce qui permettait de l'évaluer alors à 120 millions d'euros.
Le 22 juin 2009, SkyEurope a déposé son bilan en vue d'une restructuration . Depuis sa création en 2001, SkyEurope a accumulé une dette de plus de 100 millions d'euros et n'a jamais dégagé de profit. Signe avant-coureur, la compagnie avait réduit sa flotte des deux tiers durant l'hiver 2008 pour n'exploiter plus que six avions.
À la suite de la restructuration de SkyEurope, Jason Bitter a démissionné en juillet 2009 de son poste de Chairman, et laisse la place à Nick Manoudakis (anciennement Vice-Chairman).
Le 1er septembre 2009, la compagnie a suspendu ses vols et son activité commerciale, après avoir pourtant promis en juin sur une FAQ spéciale et un communiqué de presse que les vols seraient tous assurés et que les gens pouvaient continuer, sans aucun risque, à acheter des tickets pour la nouvelle saison 2009-2010

## Destinations
SkyEurope Airlines couvrait un réseau de 41 destinations dans 19 pays. Elle assurait, entre autres, les vols vers Londres, Paris, Amsterdam, Bruxelles, Rome, Milan, Venise, Barcelone, Bâle, Prague, Sofia, Bucarest, Split, Dubrovnik et Zadar. Des navettes SkyShuttle reliaient l'aéroport de Bratislava et la ville voisine de Vienne.
Le 28 octobre 2007 ont eu lieu les derniers vols depuis et vers Budapest. La compagnie a décidé de mettre un terme à sa base hongroise, notamment pour des raisons de rentabilité.

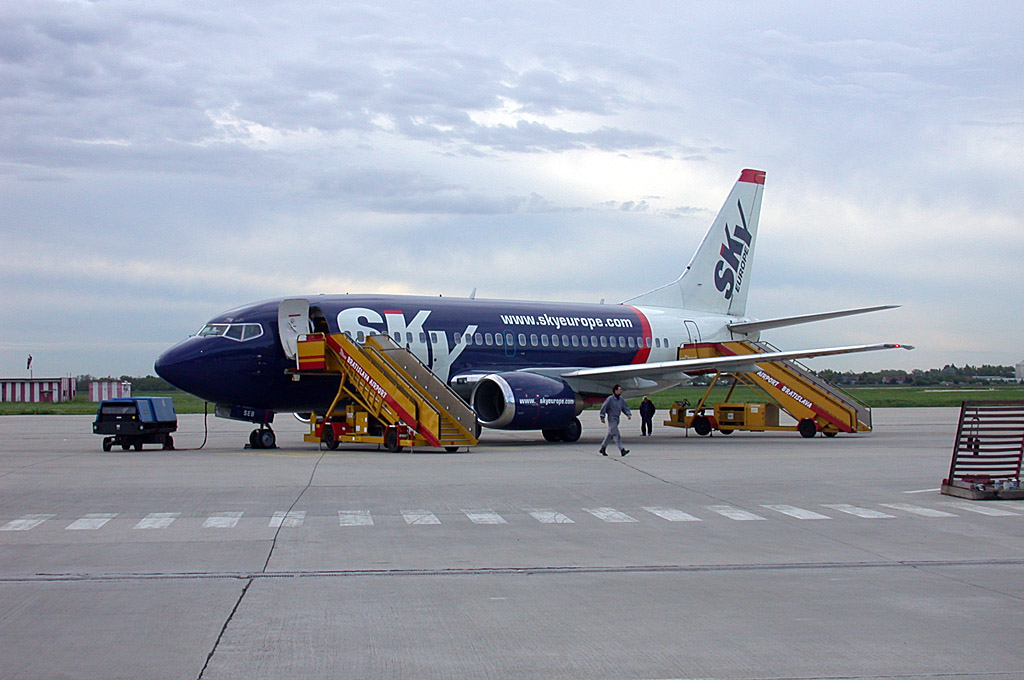
Boeing 737-500 (anciennes couleurs)

## Flotte
La flotte de SkyEurope était composée de 15 avions, dont 4 Boeing 737-700.s. Ils représentent la première partie des 32 avions de ce type commandés par la compagnie en 2005. Cette commande est actuellement la plus importante en Europe Centrale.
L'âge moyen de la flotte était de 1,8 an (T4 2008).
En juin 2009, à la suite de ses difficultés financières et à sa restructuration, SkyEurope s'est fait saisir par l'Aéroports de Paris (ADP) un Boeing 737 de 130 à 150 places qui effectuait la rotation Paris-Prague. Cette saisie a eu lieu en raison 'd'importants retards de paiements depuis plusieurs mois' pour les services fournis par ADP, qui avaient fait l'objet de 'beaucoup de relances et de mises en demeure qui sont restées sans effet'.
. 

## Croissance du trafic
L'entreprise a enregistré une croissance du trafic de l'ordre de 50 % entre les périodes septembre 2004-2005 et septembre 2005-2006 pour atteindre 2,56 millions de passagers transportés.
Entre sa création et fin septembre 2006, elle a transporté plus de 5 millions de passagers.